# Trémeheuc
Trémeheuc (bret. Tremaeg) – miejscowość i gmina we Francji, w regionie Bretania, w departamencie Ille-et-Vilaine.
Według danych na rok 1990 gminę zamieszkiwało 308 osób, a gęstość zaludnienia wynosiła 51 osób/km² (wśród 1269 gmin Bretanii Trémeheuc plasuje się na 939. miejscu pod względem liczby ludności, natomiast pod względem powierzchni na miejscu 988.).